# Matouš
Matouš je mužské křestní jméno hebrejského původu. Pochází ze jména Matithjáh, jehož význam je „Boží dar“. Tento původ je společný se jmény Matyáš a Matěj.
Podle českého kalendáře má svátek 21. září.

## Statistické údaje
Následující tabulka uvádí četnost jména v ČR a pořadí mezi mužskými jmény ve srovnání dvou roků, pro které jsou dostupné údaje MV ČR – lze z ní tedy vysledovat trend v užívání tohoto jména:
| Rok       | Četnost    | Pořadí   |
| 1999      | 1499       | 135.     |
| 2002      | 1700       | 131.     |
| Porovnání | o 201 více | o 4 lépe |
| 2006      | 2583       | 121.     |

Změna procentního zastoupení tohoto jména mezi žijícími muži v ČR (tj. procentní změna se započítáním celkového úbytku mužů v ČR za sledované tři roky 1999–2002) je +14,2 %, což svědčí o značném nárůstu obliby tohoto jména.

## Známí nositelé jména
- Matouš (evangelista) – autor části Nového zákona
- Matouš I. Lotrinský (1119–1176) – lotrinský vévoda
- Matúš Čák Trenčanský (asi 1260–1321) – uherský šlechtic a vévoda, vládce západního Slovenska
- Matouš Collinus z Chotěřiny (1516–1566) – humanistický učitel a spisovatel, profesor pražské univerzity
- Matouš Mandl – český právník a politik
- Matouš Ruml – herec

## Matouš jako příjmení
- viz Matouš (příjmení)

## Související článek
- Matoušek
- Seznam článků začínajících na „Matouš“